# Pristomerus luteolus
Pristomerus luteolus är en stekelart som beskrevs av Tosquinet 1896. Pristomerus luteolus ingår i släktet Pristomerus och familjen brokparasitsteklar. Inga underarter finns listade i Catalogue of Life.